# Кабельна лінія електропередачі

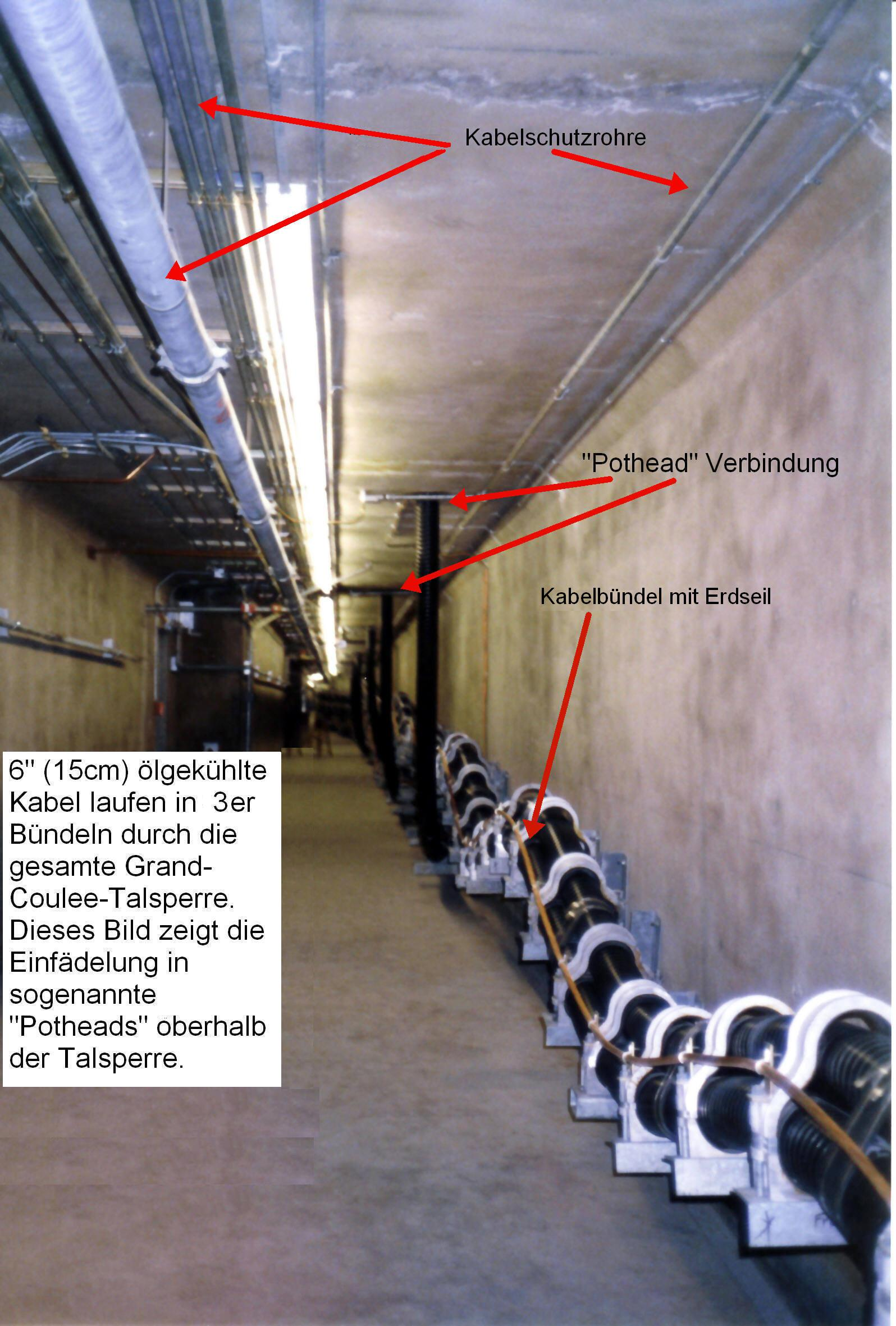
Кабельні лінії електропередачі

Ка́бельна лі́нія електропередачі (КЛ) (кабельна лінія електропересилання) — лінія для передавання електричної енергії або окремих її імпульсів. КЛ — лінія електропередачі, виконана одним чи декількома кабелями, прокладеними безпосередньо в землі, кабельних каналах, трубах, на кабельних конструкціях, опорах, а також у воді чи відкрито.
Кабельні конструкції можуть мати кабельну арматуру також системи, що підтримують кабелі, та пристрої кріплення і підтримування кабелів та арматури.

## Основні елементи КЛ

Кабельна камера 10 кВ

Кабельні лотки

Кабельні лінії прокладають в кабельних спорудах.
Кабельна споруда — призначена для розміщення в ній кабелів, кабельних муфт, а також іншого обладнання, призначеного для забезпечення нормальної роботи кабельних ліній.
До них належать: кабельні колектори, тунелі, канали, шахти, кабельні поверхи і приміщення, кабельні колодязі та інше.
Кабельний колектор — підземна споруда, призначена для спільного розміщення кабельних ліній (силових, контрольних, зв'язку), водопроводів і теплопроводів.
Кабельний тунель — закрита споруда (коридор) з розміщеними в ньому опорами для розміщення на них кабелів і кабельних муфт, з вільним проходом по всій довжині, який дозволяє виконувати прокладку кабелів, ремонт і огляд кабельних ліній.
Кабельна галерея — надземна або наземна горизонтальна або похила протяжна прохідна кабельна споруда закритого або частково закритого типу.
Кабельний канал — протяжна непрохідна кабельна споруда закритого типу, заглиблене (частково або повністю) в ґрунт, перекриття, підлогу тощо, що дає можливість виконувати прокладку, ремонти і огляди КЛ після зняття перекриття. Через часті земельні роботи, траншеї вважаються ненадійним способом монтажу оскільки великий ризик пошкодження кабелю.
Кабельна камера — підземна або частково заглиблена непрохідна кабельна споруда закритого типу, призначена для розміщення кабельних муфт та для протягування кабелів в кабельні блоки, використання яких можливе тільки при повністю знятому перекритті. Камера, яка має габарит між полом і перекриттям не менше 1,8 м, а також має люк для входу, називають кабельним колодязем.
Кабельна шахта — прямовисна кабельна споруда, висота якої в декілька разів перевищує розміри діаметра або ширини стіни споруди, обладнана скобами або драбиною для пересування людей у вертикальному напрямку (прохідна шахта). Якщо за конструкцією шахти можна знімати одну стінку повністю або частково, таку шахту називають непрохідною.
Подвійна підлога — кабельна споруда у вигляді частини будівлі, обмеженої міжповерховим перекриттям та підлогою приміщення над ним, зі знімними плитами підлоги (по всій або частині поверхні).
Кабельна арматура — різновиди кабельних муфт (з'єднувальні, кінцеві, перехідні, штекерні, екранороздільні тощо), вироби для з'єднання і заземлення кабельних екранів, компенсатори, а також баки тиску.
3'єднувальна коробка — коробка, у якій з'єднувальні і (або) заземлювальні елементи виготовлено у вигляді рухомих з'єднань і яка може мати обмежувачі напруги на кабельному екрані (стандарт ІСЕ 50 (461), поз. 461-15-03).
3'єднувальна муфта — пристрій, який забезпечує з'єднання двох кабелів для утворення неперервного кола струму (стандарт ІСЕ 50 (461), поз. 461-03-04).
Кінцева муфта — кінцевий пристрій, який установлюють на кінці кабелю для забезпечення його електричного з'єднання з іншими частинами системи та для захисту ізоляції
до точки приєднання (стандарт ІСЕ 50 (461), поз. 461-03-03).
Кабельна лінія маслонаповнена (КЛМ) — КЛ, що складена з маслонаповнених кабелів, їх арматури, апаратів підживлення, системи сигналізації тиску масла та іншого обладнання, призначеного для нормального функціонування лінії.
Повітряно-кабельне з'єднання (ПК3)- з'єднання повітряної і кабельної лінії електропостачання, виконане на конструкціях опори повітряної лінії з установкою кабелів, кабельних муфт, роз'єднувача та обмежувача перенапруг за необхідності. Повітряно-кабельне з'єднання, що виконане у конструкціях наземної розподільчої установки, називають перехідним пунктом.

## Прокладка КЛ

### Загальні вимоги
Вздовж КЛ, що прокладаються за межами територій електроустановок і приміщень, необхідно встановлювати охоронні зони у відповідності з чинними правилами охорони електричних мереж.
Силові КЛ необхідно виконувати таким чином, щоби в ході монтажу й експлуатації усунути можливість виникнення в них небезпечних механічних напруг і пошкоджень, для чого:
- кабелі необхідно прокладати з запасом по довжині на 1-2% для компенсації можливих зміщень ґрунту і температурних деформацій самих кабелів і конструкцій, по яким вони прокладені; в траншеях і на поверхах всередині будівель запас створюють прокладкою кабелю «змійкою», а по кабельним конструкціям — провисанням між конструкціями; укладати запас кабелю у вигляді кілець (витків) забороняється;
- кабелі, прокладені горизонтально по конструкціям, стінам, перекриттям тощо, необхідно жорстко закріпити в кінцевих точках з двох сторін в місцях згину і безпосередньо поблизу муфт будь-якого типу;
- кабелі, прокладені вертикально по конструкціям і стінам, необхідно закріпити таким чином, щоб виключити деформацію оболонок і не порушити з'єднання жил в муфтах під дією власної ваги кабелів;
- конструкції, на яких укладають неброньовані кабелі, необхідно виконувати таким чином, щоб уникнути механічних пошкоджень оболонок кабелів; в місцях жорсткого кріплення оболонки цих кабелів необхідно захищати від механічних пошкоджень і корозії за допомогою еластичних прокладок;
- металеві конструкції, що підтримують кабелі у випадках їх розміщення просто неба, повинні бути оцинковані;
- кабелі (в тому числі броньовані) в місцях, де можливі механічні пошкодження (переміщення автотранспорту, механізмів і вантажів, доступність для сторонніх осіб), необхідно захищати по висоті на 2 м — для кабелів до 10 кВ, 3 м — для кабелів 35 кВ і вище від рівня підлоги або землі і на 0,3 м — в землі;
- при прокладанні кабелів поряд з іншими кабелями, що знаходяться в експлуатації, треба вживати заходів з запобігання пошкодження останніх; не дозволяється експлуатувати кабель, що має пошкоджену ізоляцію кабелю або струмопровідного екрану, чи ізоляцію, що втратила в процесі експлуатації захисні властивості;
- кабелі потрібно прокладати на відстані від нагрітих поверхонь, щоби запобігти нагріванню кабелів до температури вище допустимої, при цьому необхідно враховувати захист кабелю від гарячих рідин в місцях установки засувок і фланцевих з'єднань на трубах з гарячими рідинами.

Під час прокладання КЛ треба уникати перетину їх між собою. За необхідності перетину КЛ, що прокладені в ґрунті, треба керуватися вимогами 2.3.69 ПУЕ, а в інших випадках у місцях перетину треба використовувати багаторівневі лотки або розділяти КЛ перегородками, виконаними із негорючих матеріалів для запобігання пошкодженню електричною дугою кабелів різних КЛ у разі виникнення короткого замикання (К3) на одному із кабелів.
Кабельні мережі напругою до 35 кВ доцільно обладнувати селективним захистом від однофазного замикання на землю (ОЗЗ) з імовірністю ідентифікації пошкодженої КЛ не менше ніж 0,8 із наступним її вимиканням. У такому разі мережу треба обладнувати пристроями автоматичноrо повторноrо вмикання, які спрацьовують після вимикання пошкодженої КЛ захистом від ОЗЗ.

### Вибір способів прокладки
Вибираючи способи прокладки силових КЛ напругою до 35кВ, необхідно керуватися наступним:
1. При прокладанні КЛ в ґрунті дозволяється в одній траншеї прокладати не більше шести силових кабелів. При більшій кількості кабелів їх необхідно прокладати в окремих траншеях на відстані між групами кабелів не менше 0,5 м або в кабельних каналах, тунелях, по естакадам і в галереях, шахтах і колекторах.
2. Прокладати КЛ в тунелях, по естакадам і в галереях доцільно при кількості силових кабелів, що йдуть в одному напрямку, більше 20 з врахуванням перспективи розвитку електромережі.
3. В умовах великого скупчення споруд і комунікацій по трасі, в місцях перетину із залізничними коліями і проїздами, при можливості розлиття агресивних рідин, металів тощо прокладати кабелі необхідно в блоках і трубопроводах.
4. Допускається прокладати КЛ способом підвішування на сталевому канаті за умови виконання вимог СНиП 3.05.06-85 «Электротехнические устройства».

Прокладати КЛ напругою від 110кВ до 330кВ в одній траншеї дозволяється в кількості не більше двох, причому одного класу напруги.
На територіях електростанцій силові КЛ напругою до 35кВ необхідно прокладати в кабельних тунелях, каналах, блоках, в системах кабельних коробів, по естакадам і в галереях. На територіях електростанцій потужністю до 25МВт, а також на вітрополях вітроелектростанцій кабелі напругою до 35 кВ дозволяється прокладати в траншеях.
На територіях промислових підприємств КЛ можна прокладати в ґрунті (у траншеях), тунелях, блоках, каналах, по кабельних естакадах, у галереях, по стінах будівель, а також у комбінованих спорудах (колекторах, технологічних естакадах тощо).
На територіях підстанцій (ПС) і розподільчих установок (РУ) основні потоки КЛ треба прокладати в залізобетонних лотках, кабельних каналах і тунелях. Допускається прокладати КЛ в системах кабельних коробів (перфорованих або решітчастих), системах кабельних трубопроводів, по естакадах та в галереях, а також у ґрунті (у траншеях).
У містах і селищах одиничні КЛ треба прокладати переважно в ґрунті (у траншеях) непроїзної частини вулиць (під тротуарами), через двори і технічні смуги у вигляді газонів. Допускається прокладати кабелі під проїзною частиною вулиць.
По вулицях і майданах, насичених підземними комунікаціями, прокладати КЛ у кількості 10 і більше в одному напрямку треба в кабельних тунелях і в кабельних блоках або, переважно для КЛ напругою понад 20 кВ, у комунікаційних колекторах спільно з іншими комунікаціями (з урахуванням чинних вимог до такого виду споруд). За перетину вулиць і майданів із удосконаленими покриттями та інтенсивним рухом транспорту КЛ треба прокладати в кабельних блоках або трубопроводах.
Усередині будинків КЛ можна прокладати безпосередньо по конструкціях будинків (просто неба, у системі кабельних лотків і драбин та в коробах або трубах), у каналах, блоках, тунелях, трубах, прокладених у підлогах і перекриттях, а також по фундаментах машин, у шахтах, кабельних поверхах і подвійних підлогах. Прокладати кабелі транзитом через будинки заборонено.

### Вибір кабелів
Для КЛ можна застосовувати кабелі з ізоляцією будь-якого типу, однак застосовувати маслонаповнені кабелі не бажано.
Перерізи струмопровідних жил силових одножильних кабелів з ізоляцією зі зшитоrо поліетилену (ЗПЕ) напругою від 6 кВ до 330 кВ вибирають відповідно до 2.3.117-2.3.120 ПУЕ, а вибір перерізів струмопровідних екранів таких кабелів відповідно до 2.3.121,2.3.122 ПУЕ.
Перерізи багатожильних силових кабелів з ізоляцією іншого типу напругою до 35 кВ вибирають відповідно до глави 1.3 ПУЕ "Вибір провідників по нагріванню, економічній густині струму і по умовам корони.
Перерізи та конструктивні параметри маслонаповнених кабелів приймають за даними виробника кабельної продукції.
Для КЛ, що прокладають по трасах з різними умовами довкілля, які проходять у різних ґрунтах, переріз кабелів та їх конструкції треба вибирати по ділянці з найбільш складними умовами охолодження, якщо довжина ділянок з менш складними умовами не перевищує будівельної довжини кабелю. На окремій ділянці траси КЛ напругою понад 10 кВ з відмінними від інших ділянок умовами і за довжини ділянки, що перевищує будівельну довжину кабелю більше ніж у два рази, допускається вибирати перерізи кабелів та їх конструкції, відмінні від кабелів на інших ділянках.
Для КЛ, що прокладають по трасах з різними умовами охолодження, перерізи кабелів треба вибирати по ділянці траси зі складнішими умовами охолодження, якщо довжина КЛ становить більше 10 м. Дозволено для КЛ напругою до 10 кВ, за винятком КЛ, прокладених під водою, застосовувати кабелі різних перерізів, але не більше трьох, за умови, що довжина найменшого відрізка становить не менше ніж 20 м.
Для КЛ, що прокладають у ґрунті або під водою, треба застосовувати переважно броньовані кабелі. Металеві оболонки цих кабелів повинні мати зовнішнє покриття для захисту від хімічних впливів. Кабелі з іншими конструкціями зовнішніх захисних покриттів (неброньовані) повинні мати необхідну стійкість до механічних впливів у разі прокладання в усіх видах ґрунтів, у разі протягання їх у блоках і трубах, а також мати стійкість відносно теплових і механічних впливів під час експлуатаційно-ремонтних робіт.
У кабельних спорудах і виробничих приміщеннях за відсутності небезпеки механічних пошкоджень під час експлуатації дозволено прокладати неброньовані кабелі, а за наявності небезпеки механічних пошкоджень треба застосовувати броньовані кабелі або захист кабелів від механічних пошкоджень.

### З'єднання кабелів

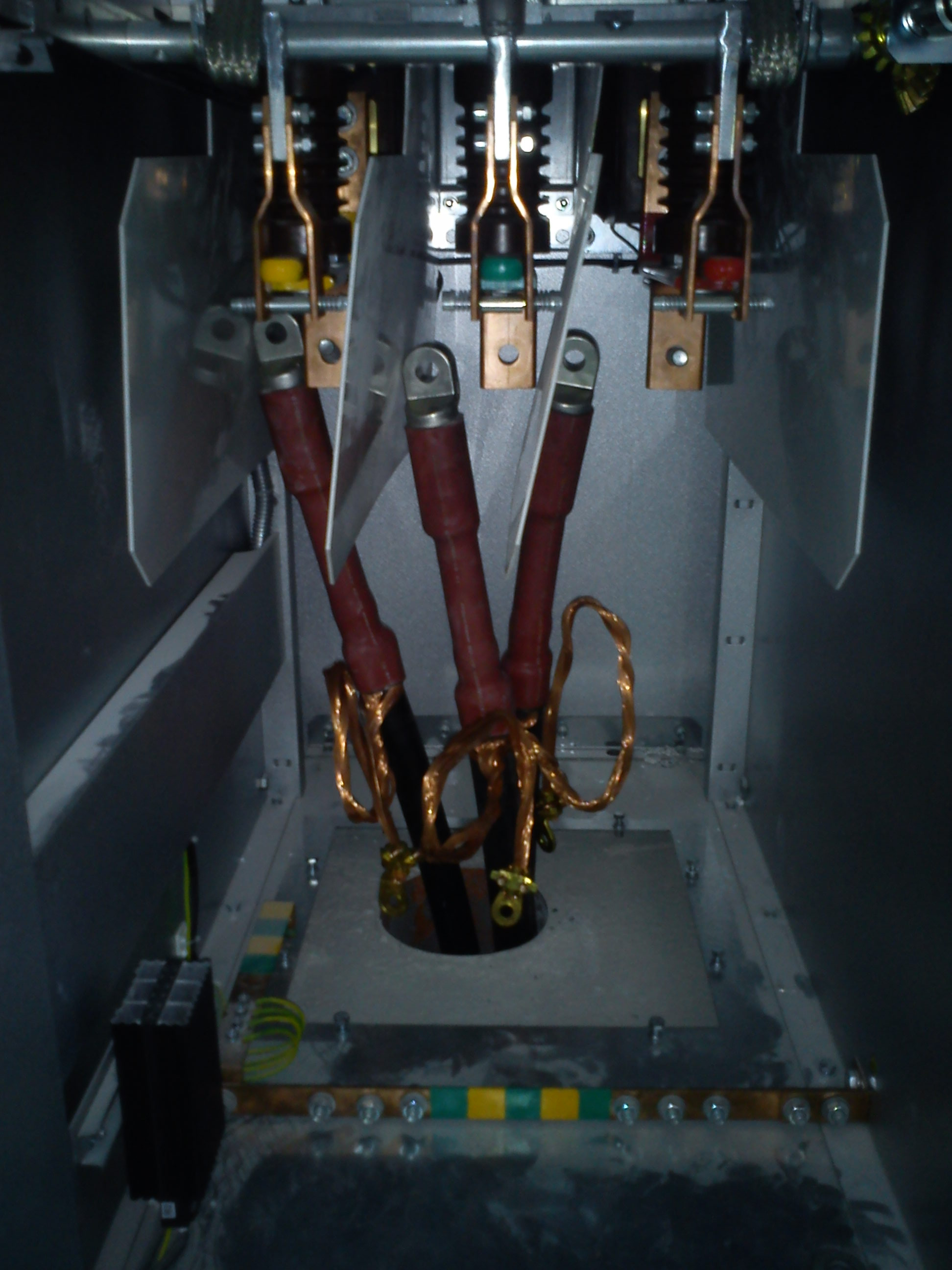
Приєднання силового кабелю 10кВ в комірці РП-10кВ (нижнє під'єднання)

Під час з'єднання та окінцювання силових кабелів треба застосовувати конструкції муфт, що відповідають умовам їх роботи та навколишньоrо середовища. 3'єднання та окінцювання на КЛ мають бути виконані таким чином, щоб кабелі були захищені від проникнення в них вологи та інших шкідливодіючих речовин з довкілля і щоб з'єднання та окінцювання витримували випробувальні напруги згідно з чинними нормами експлуатації КЛ.
Для з'єднувальних і стопорних муфт КЛ маслонаповнених низького тиску необхідно застосовувати тільки латунні або мідні муфти.
Довжина секцій і місця установлення стопорних муфт на КЛ маслонаповнених низького тиску
визначають з урахуванням підживлення КЛ маслом у нормальному та перехідному теплових режимах.
Стопорні та напівстопорні муфти на КЛМ треба розміщувати в кабельних колодязях; з'єднувальні муфти, у разі прокладання кабелів у ґрунті, необхідно розміщувати в камерах, що підлягають подальшому засипанню просіяною землею або піском.
У районах з електрифікованим транспортом (метрополітени, трамваї, залізниці) або з агресивними стосовно металевих оболонок і муфт КЛ ґрунтами з'єднувальні муфти мають бути доступними для контролю.
На КЛ напругою понад 1 кВ із гнучкими кабелями з гумовою ізоляцією в гумовому шлангу кабелі треба з'єднувати гарячою вулканізацією з покриттям вологостійким лаком.
На КЛ напругою понад 1 кВ із кабелями з ізоляцією із зшитого поліетилену для усіх видів муфт (з'єднувальних, кінцевих, перехідних, екранороздільних тощо) потрібно застосовувати тільки муфти з системою вирівнювання напруженості ЕП.
Кількість з'єднувальних муфт на 1 км силових КЛ нового будівництва має бути не більшою ніж:
- з трижильними кабелями 1-10 кВ перетином до 3 х 95 мм2 — 4 шт;
- з трижильними кабелями 1-10 кВ перетинами 3 х 120 — 3 х 240 мм2 — 5 шт;
- з трижильними кабелями 20-35 кВ — 6 шт;
- з одножильними кабелями 6-35 кВ — 2 шт.

Для КЛ напругою від 110 кВ до 330 кВ кількість з'єднувальних та екранороздільних муфт визначають проектом, виходячи із використання, по можливості, максимальної будівельної довжини кабелю.
Кількість муфт для кабелів напругою до 1 кВ змінного струму та до 1,5 кВ постійного струму не нормується.
Використовувати маломірні відрізки кабелів для споруджування КЛ значної довжини (понад 1 км) заборонено.

### Прокладка КЛ в ґрунті

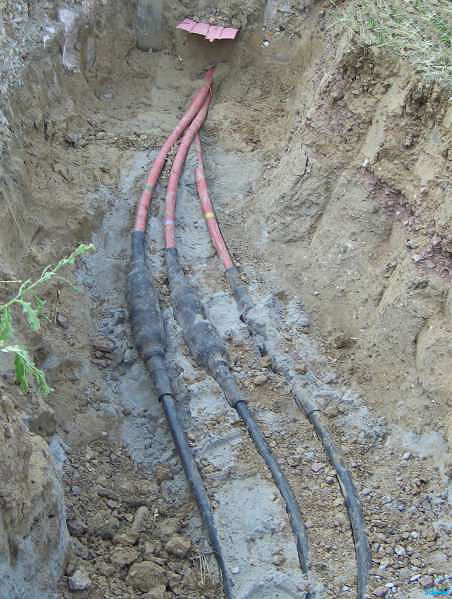
Прокладені високовольтні кабелі в траншеї. Зверху використана пластмасова сигнальна пластина для попередження пошкодження технікою кабельної лінії

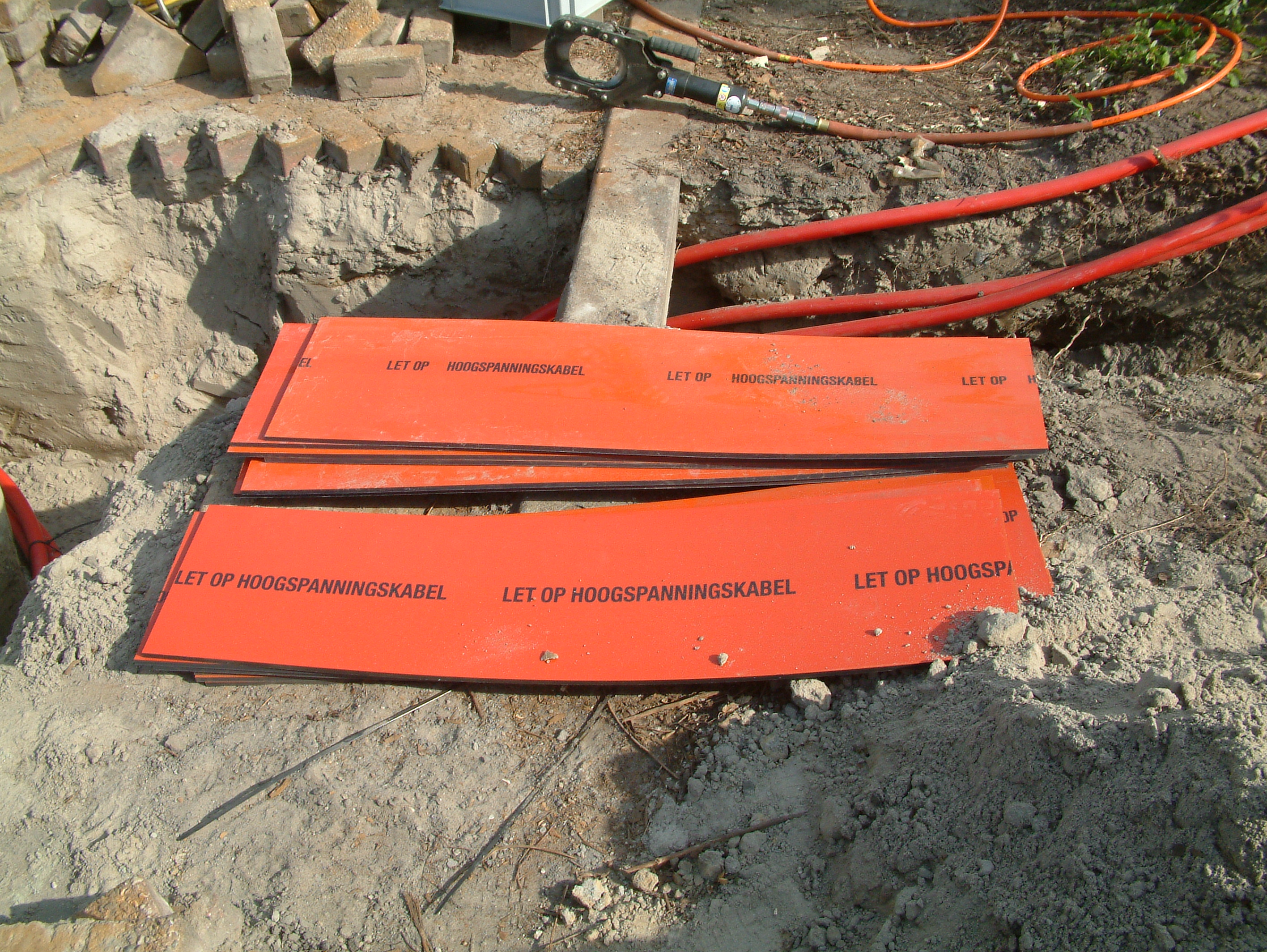
Сигнальні пластмасові пластини (Нідерланди)

Прокладають кабелі безпосередньо в ґрунті у траншеях на відстані від стінок траншеї не менше ніж 0,1 м, з підсипанням під кабель шару ґрунту товщиною 0,1 м, який повинен складатися з просіяного ґрунту без камінців, будівельного сміття та шлаку. Таким самим ґрунтом спочатку засипають кабель до висоти 0,1 м від верху кабелю або кабельної групи.
Для підсипання та засипання кабелів з ізоляцією із ЗПЕ потрібно застосовувати піщано-гравійну суміш. Залежно від стану ґрунту можна використовувати також піщано-цементну суміш. Співвідношення піску та гравію (цементу) має бути таким, щоб теплопровідність цієї суміші відповідала вимогам заводу виробника кабельної продукції.
У разі прокладання кабелів у залізобетонних лотках, покладених у траншею, піщано-гравійну (піщано-цементну) суміш шаром 0,1 м треба підсипати в лоток під кабель. Після укладання кабелю (групи кабелів) у залізобетонний лоток спочатку засипають кабелі в лотку і простори між стінками лотка і траншеї. Відстань початкового засипання від стінок лотка має становити 0,1 м.
Для створення умов природного зволоження ґрунту навколо кабелів треба використовувати бокові стінки залізобетонних лотків з прорізами або захисні залізобетонні плити укладати на шар ґрунту, вищий за рівень стінок лотка на 0,1 м.
У ґрунті, яким засипають траншею поверх початковоrо шару, мають бути відсутні речовини, що руйнують оболонку кабелю.
До укладання лотків на дно траншеї для запобігання їх просіданню (зрушенню з місця) у процесі експлуатації кл під впливом ґрунтових або технічних (аварійних) вод потрібно вирівнювати дно траншеї на площі укладання лотків та підсипати його шаром піску не менше 0,1 м.
Кабелі по всій довжині траси КЛ захищаються від механічних пошкоджень (наприклад, цеглою для 10кВ) та прокладанням сигнальних стрічок.
Для КЛ напругою від 35 кВ до 330 кВ потрібно поверх початкового шару ґрунту укладати залізобетонні плити товщиною не менше 0,05 м, та шириною, за якої плити будуть виступати за крайні кабелі не менше ніж на 0,05 м. Над плитами по центру траншеї потрібно укладати одну сигнальну стрічку на висоті 0,25 м від площини захисних плит.

### Прокладка КЛ в кабельних спорудах
Для виготовлення кабельних блоків, а також для прокладки кабелів в трубах допускається застосовувати сталеві, чавунні, азбестоцементні, бетонні, керамічні і тому подібні труби. При виборі матеріалу для блоків і труб необхідно враховувати рівень ґрунтових вод і їх агресивність, а також наявність блукаючих струмів.
Кожний кабельний блок повинен мати до 15% резервних каналів, але не менше одного каналу.
Кабельні блоки повинні мати ухил не менше 0,2% в бік колодязів. Такий же ухил необхідно дотримувати і при прокладанні труб для кабелів.
В місцях, де змінюється напрям траси кабельних ліній, прокладених в блоках, і в місцях переходів кабелів і кабельних блоків в землю повинні будуватися кабельні колодязі, що забезпечують зручну протяжку кабелів і видалення їх з блоків. Такі колодязі повинні будуватися також і на прямолінійних ділянках траси на відстані один від одного, що визначається максимально допустимим натягом кабелів. При кількості кабелів до 10 і напругою не вище 35кВ перехід кабелів із блоків в землю допускається здійснювати без кабельних колодязів. При цьому місця виходу кабелів із блоків повинні бути зароблені водонепроникним матеріалом.
Канали кабельних блоків, труби виходи з них, а також їх з'єднання повинні мати оброблену і очищену поверхню для запобігання механічних пошкоджень оболонок кабелів при протяжці. На виходах кабелів із блоків в кабельні споруди і камери повинні бути передбачені заходи, що запобігають пошкодження оболонок від стирання і розтріскування (застосування еластичних прокладок, дотримання необхідних радіусів вигину тощо).

### Прокладка КЛ у виробничих приміщеннях
Під час прокладання кабельних ліній у виробничих приміщеннях повинні виконуватись наступні умови:
- кабелі повинні бути доступні для ремонту;
- відстань між кабелями повинна чітко відповідати нормованій;
- відстань між паралельно прокладеними силовими кабелями та трубопроводами повинна бути не менше 0,5 м, а між газопроводами та трубопроводами з горючими рідинами — не менше 1,0 м.[4]

Прокладку кабельних ліній у подвійній підлозі та міжповерхових перекриттях необхідно здійснювати в кабельних каналах або трубах. Прокладати кабельні лінії крізь перекриття та крізь внутрішні стіни необхідно в трубах або прорізах; після прокладання зазори в трубах і прорізах слід ущільнювати легкопробивним негорючим матеріалом.